# Ronde van China I 2013
De 11e editie van de wielerwedstrijd Ronde van China I (Chinees: 环中国国际公路自行车赛 2013) werd gehouden van 14 september tot en met 20 september 2013 in China. De meerdaagse wielerkoers maakte deel uit van de UCI Asia Tour 2013. Titelverdediger was de Deen Martin Pedersen. Dit jaar won de Rus Kirill Pozdnijakov.

## Deelnemende Ploegen
Professionele continentale ploegen
- Novo Nordisk

Continentale ploegen
- Torku Şeker Spor
- Team Vorarlberg
- Synergy Baku Cycling Project
- RTS Racing Team
- Qinghai Tianyoude Cycling Team
- Mongolië
- Max Success Sports
- Leopard-Trek Continental Team
- Vélo-Club La Pomme Marseille
- ISD Continental Team
- Hengxiang Cycling Team
- Euskadi
- Christina Watches-Onfone
- Hongkong
- China Hainan Yindongli Cycling Team
- Burgos BH-Castilla y León
- Atlas Personal-Jakroo
- ASC Dukla Praha
- Alpha Baltic-UnityMarathons.com
- Maleisië

## Etappe-overzicht
| etappe | datum        | start              | finish             | afstand  | winnaar            | klassementsleider  |
| ------ | ------------ | ------------------ | ------------------ | -------- | ------------------ | ------------------ |
| 1e     | 14 september | Xi'an              | Xi'an              | 96,9 km  | Jiří Hochmann      | Jiří Hochmann      |
| 2e     | 16 september | Deyang             | Shifang            | 201,6 km | Benjamin Giraud    | Benjamin Giraud    |
| 3e     | 17 september | Chengdu Pengzhou   | Chengdu Pengzhou   | 151 km   | Alois Kaňkovský    | Benjamin Giraud    |
| 4e     | 18 september | Chengdu Dujiangyan | Chengdu Dujiangyan | 101,7 km | Maksym Averin      | Benjamin Giraud    |
| 5e     | 19 september | Chongqing Banan    | Chongqing Banan    | 124,2 km | Benjamin Giraud    | Benjamin Giraud    |
| 6e     | 20 september | Zunyi Songkan      | Zunyi              | 137,2 km | Kirill Pozdnijakov | Kirill Pozdnijakov |

## Etappe-uitslagen

### 1e etappe
| Xi'an - Xi'an (96,9 km) |                    |                 |          |
| Plaats                  | Naam               | Ploeg           | Tijd     |
| Winnaar                 | Jiří Hochmann      | ASC Dukla Praha | 1u58'39" |
| 2                       | Daniel Biedermann  | Team Vorarlberg | z.t.     |
| 3                       | Andrea Peron       | Novo Nordisk    | z.t.     |
|                         |                    |                 |          |
| 89                      | Kevin De Mesmaeker | Novo Nordisk    | +8'25"   |
| 91                      | Martijn Verschoor  | Novo Nordisk    | +8'25"   |

| Algemeen klassement |                    |                 |          |
| Plaats              | Naam               | Ploeg           | Tijd     |
| Gele trui           | Jiří Hochmann      | ASC Dukla Praha | 1u58'29" |
| 2                   | Daniel Biedermann  | Team Vorarlberg | +4"      |
| 3                   | Andrea Peron       | Novo Nordisk    | +6"      |
|                     |                    |                 |          |
| 89                  | Kevin De Mesmaeker | Novo Nordisk    | +8'35"   |
| 91                  | Martijn Verschoor  | Novo Nordisk    | +8'35"   |

### 2e etappe
| Deyang - Shifang (201,6 km) |                    |                    |          |
| Plaats                      | Naam               | Ploeg              | Tijd     |
| Winnaar                     | Benjamin Giraud    | La Pomme Marseille | 4u33'11" |
| 2                           | Alois Kaňkovský    | ASC Dukla Praha    | z.t.     |
| 3                           | Anuar Manan        | Synergy Baku       | z.t.     |
|                             |                    |                    |          |
| 6                           | Martijn Verschoor  | Novo Nordisk       | z.t.     |
| 65                          | Kevin De Mesmaeker | Novo Nordisk       | z.t.     |

| Algemeen klassement |                    |                    |          |
| Plaats              | Naam               | Ploeg              | Tijd     |
| Gele trui           | Benjamin Giraud    | La Pomme Marseille | 6u31'37" |
| 2                   | Jiří Hochmann      | ASC Dukla Praha    | +3"      |
| 3                   | Daniel Biedermann  | Team Vorarlberg    | +7"      |
|                     |                    |                    |          |
| 75                  | Martijn Verschoor  | Novo Nordisk       | +8'38"   |
| 90                  | Kevin De Mesmaeker | Novo Nordisk       | z.t.     |

### 3e etappe
| Chengdu Pengzhou - Chengdu Pengzhou (151 km) |                    |                 |          |
| Plaats                                       | Naam               | Ploeg           | Tijd     |
| Winnaar                                      | Alois Kaňkovský    | ASC Dukla Praha | 3u30'10" |
| 2                                            | Daniel Biedermann  | Team Vorarlberg | z.t.     |
| 3                                            | Andrea Peron       | Novo Nordisk    | z.t.     |
|                                              |                    |                 |          |
| 12                                           | Martijn Verschoor  | Novo Nordisk    | z.t.     |
| 111                                          | Kevin De Mesmaeker | Novo Nordisk    | z.t.     |

| Algemeen klassement |                    |                    |           |
| Plaats              | Naam               | Ploeg              | Tijd      |
| Gele trui           | Benjamin Giraud    | La Pomme Marseille | 10u01'47" |
| 2                   | Daniel Biedermann  | Team Vorarlberg    | +1"       |
| 3                   | Jiří Hochmann      | ASC Dukla Praha    | +3"       |
|                     |                    |                    |           |
| 73                  | Martijn Verschoor  | Novo Nordisk       | +8'38"    |
| 95                  | Kevin De Mesmaeker | Novo Nordisk       | z.t.      |

### 4e etappe
| Chengdu Dujiangyan - Chengdu Dujiangyan (101,7 km) |                    |                       |          |
| Plaats                                             | Naam               | Ploeg                 | Tijd     |
| Winnaar                                            | Maksym Averin      | Atlas Personal-Jakroo | 2u31'00" |
| 2                                                  | Alex Kirsch        | Leopard-Trek CT       | z.t.     |
| 3                                                  | Benjamin Giraud    | La Pomme Marseille    | z.t.     |
|                                                    |                    |                       |          |
| 13                                                 | Martijn Verschoor  | Novo Nordisk          | z.t.     |
| 109                                                | Kevin De Mesmaeker | Novo Nordisk          | +11'16"  |

| Algemeen klassement |                    |                    |           |
| Plaats              | Naam               | Ploeg              | Tijd      |
| Gele trui           | Benjamin Giraud    | La Pomme Marseille | 12u32'43" |
| 2                   | Daniel Biedermann  | Team Vorarlberg    | +5"       |
| 3                   | Andrea Peron       | Novo Nordisk       | +8"       |
|                     |                    |                    |           |
| 65                  | Martijn Verschoor  | Novo Nordisk       | +8'42"    |
| 107                 | Kevin De Mesmaeker | Novo Nordisk       | +19'58"   |

### 5e etappe
| Chongqing Banan - Chongqing Banan (124,2 km) |                    |                          |          |
| Plaats                                       | Naam               | Ploeg                    | Tijd     |
| Winnaar                                      | Benjamin Giraud    | La Pomme Marseille       | 2u56'16" |
| 2                                            | Fábio Silvestre    | Leopard-Trek CT          | z.t.     |
| 3                                            | Daniele Aldegheri  | Christina Watches-Onfone | z.t.     |
|                                              |                    |                          |          |
| 52                                           | Kevin De Mesmaeker | Novo Nordisk             | z.t.     |
| 73                                           | Maarten de Jonge   | Team Vorarlberg          | z.t.     |

| Algemeen klassement |                    |                    |           |
| Plaats              | Naam               | Ploeg              | Tijd      |
| Gele trui           | Benjamin Giraud    | La Pomme Marseille | 15u28'49" |
| 2                   | Daniel Biedermann  | Team Vorarlberg    | +15"      |
| 3                   | Andrea Peron       | Novo Nordisk       | +18"      |
|                     |                    |                    |           |
| 63                  | Martijn Verschoor  | Novo Nordisk       | +8'52"    |
| 94                  | Kevin De Mesmaeker | Novo Nordisk       | +20'08"   |

### 6e etappe
| Zunyi Songkan - Zunyi (137,2 km) |                     |                          |          |
| Plaats                           | Naam                | Ploeg                    | Tijd     |
| Winnaar                          | Kirill Pozdnijakov  | Synergy Baku             | 3u43'01" |
| 2                                | José Gonçalves      | La Pomme Marseille       | +1"      |
| 3                                | Constantino Zaballa | Christina Watches-Onfone | z.t.     |
|                                  |                     |                          |          |
| 53                               | Maarten de Jonge    | Team Vorarlberg          | +9'41"   |
| 65                               | Kevin De Mesmaeker  | Novo Nordisk             | +14'04"  |

## Eindklassementen
| Plaats    | Naam                    | Ploeg                     | Tijd      |
| --------- | ----------------------- | ------------------------- | --------- |
| Gele trui | Kirill Pozdnijakov      | Synergy Baku              | 19u12'07" |
| 2         | Constantino Zaballa     | Christina Watches-Onfone  | +1"       |
| 3         | José Gonçalves          | La Pomme Marseille        | z.t.      |
| 4         | Luis Mas Bonet          | Burgos BH-Castilla y León | +4"       |
| 5         | Aritz Bagües Kalparsoro | Euskadi                   | +10"      |
| 6         | Ramin Mehrabani         | RTS Racing Team           | +18"      |
| 7         | Meiyin Wang             | Hengxiang Cycling Team    | +38"      |
| 8         | King Lok Cheung         | Hongkong                  | +47"      |
| 9         | Benjamin Giraud         | La Pomme Marseille        | +2'36"    |
| 10        | Mikel Bizkarra          | Euskadi                   | +2'37"    |
|           |                         |                           |           |
| 62        | Maarten de Jonge        | Team Vorarlberg           | +18'16"   |
| 79        | Kevin De Mesmaeker      | Novo Nordisk              | +33'55"   |

| Plaats        | Naam            | Ploeg                     | Punten |
| ------------- | --------------- | ------------------------- | ------ |
| Bolletjestrui | Benjamin Giraud | La Pomme Marseille        | 69     |
| 2             | Andrea Peron    | Novo Nordisk              | 47     |
| 3             | Luis Mas Bonet  | Burgos BH-Castilla y León | 45     |

| Plaats      | Naam           | Ploeg           | Punten |
| ----------- | -------------- | --------------- | ------ |
| Blauwe trui | Rahim Emami    | RTS Racing Team | 45     |
| 2           | Javier Mejías  | Novo Nordisk    | 33     |
| 3           | Mikel Bizkarra | Euskadi         | 33     |

1995 ·
1996 ·
1997-2001 ·
2002 ·
2003 ·
2004 ·
2005 ·
2006-2009 ·
2010 ·
2011 ·
2012 I ·
2012 II ·
2013 I ·
2013 II ·
2014 I · 
2014 II · 
2015 I · 
2015 II · 
2016 I · 
2016 II · 
2017 I · 
2017 II · 
2018 I · 
2018 II · 
2019 I · 
2019 II